# هانس أستروم
هانس أستروم (بالسويدية: Hans Åström)‏ هو لاعب باندي ‏ سويدي، ولد في 28 نوفمبر 1968.